# Tórtora ploranera
La tórtora ploranera (Streptopelia decipiens) és una tórtora, per tant un ocell de la família dels colúmbids (Columbidae) que habita gran part de l'Àfrica Subsahariana, mancant de les zones de selva humida i de les extremadament àrides.

## Descripció
La tórtora ploranera és un colom de mida mitjana majoritàriament de color marró "amb un coll i un pit rosat-malva, un cap gris fosc i un ull de color groc únic envoltat de pell nua vermella. Al vol té un blanc visible a la cua exterior. No tenen l’ull groc envoltat de pell nua vermella.

## Distribució
A diferència dels altres tres membres comuns del gènere Streptopelia al sud d’Àfrica, la tórtora ploranera té una distribució localitzada, amb aparentment dues poblacions separades: una al sud en l'estepa mitjana de la part oriental i nord de Transvaal, la vall de Limpopo i les terres baixes adjacents, Zimbàbue i Botswana, que s'estenen cap a l'est cap a Moçambic, i una més al nord que s’estén des de la vall de Zambezi, al nord de Zimbàbue, cap a l’oest a través del Caprivi i a les localitats disperses del nord de Namíbia, cap al sud de l’Okavango i al llarg del riu Boteti superior. Malgrat aquesta clara separació en la distribució, les poblacions no s'han descrit com a subspecíficament diferents.
Tot i que allà semblen ser zones amb vegetació adequada al nord-est de Botswana (una de les parts més ben cobertes d'aquest país) per permetre un vincle entre les poblacions del sud i del nord, els dos registres més propers entre les poblacions del nord de Botswana es trobava a uns 300 km de distància.
Normalment, es veu de manera individual o per parelles, però es poden agrupar en estols sobretot en llocs d’aigua. Té una distribució limitada al sud d’Àfrica a causa dels requisits particulars de l’hàbitat.

## Hàbitat
L'hàbitat habitual és el bosc de ribera i zones adjacents a la sabana. També biomes, sobretot amb arbres alts com faidherbia albida. Això és reflectit en la taxa d’informació relativament elevada del tipus de vegetació al llarg de l’Okavango i en el patró general de distribució.

## Reproducció
La cria es registra al llarg de tot l'any, cada mes, però amb un pic a l’hivern de la població del nord de Zimbabwe. La criança dels de la zona de l'Okavango sembla ser durant tot l'any.

## Subespècies
Es reconeixen sis subespècies:
- S. d. shelleyi (Salvadori, 1893) - Mauritània i Senegàmbia al sud de Níger i al centre de Nigèria.
- S. d. logonensis (Reichenow, 1921) - conca del llac Txad al sud del Sudan, República Democràtica del Congo, i nord i est d'Uganda.
- S. d. decipiens (Hartlaub & Finsch, 1870) - Sudan oriental (Darfur) a Etiòpia i al nord-oest de Somàlia.
- S. d. elegans (von Zedlitz, 1913) - sud d'Etiòpia al sud de Somàlia i a l'est de Kenya.
- S. d. perspicillata (Fischer & Reichenow, 1884) - Kenya occidental i centre de Tanzània..
- S. d. ambigua (Barboza du Bocage, 1881) - des d'Angola oriental a la República Democràtica del Congo, Zàmbia, Malawi i la vall de Limpopo.